# Nicerta flammula
Nicerta flammula är en insektsart som beskrevs av Walker 1857. Nicerta flammula ingår i släktet Nicerta och familjen Derbidae. Inga underarter finns listade i Catalogue of Life.